# Sportverein Waldhof Mannheim 07 1984-1985
Questa voce raccoglie le informazioni riguardanti lo Sportverein Waldhof Mannheim 07 nelle competizioni ufficiali della stagione 1984-1985.

## Stagione
Nella stagione 1984-1985 il Mannheim, allenato da Klaus Schlappner, concluse il campionato di Bundesliga al 6º posto. In Coppa di Germania il Mannheim fu eliminato agli ottavi di finale dal Bayern Monaco.

## Rosa
| N. |                     | Ruolo | Calciatore          |
| -- | ------------------- | ----- | ------------------- |
|    | Germania (bandiera) | P     | Dieter Heimen       |
|    | Germania (bandiera) | P     | Walter Pradt        |
|    | Germania (bandiera) | P     | Gregor Quasten      |
|    | Germania (bandiera) | P     | Uwe Zimmermann      |
|    | Germania (bandiera) | D     | Roland Dickgießer   |
|    | Germania (bandiera) | D     | Stefan Knapp        |
|    | Germania (bandiera) | D     | Jürgen Kohler       |
|    | Germania (bandiera) | D     | Ulf Quaisser        |
|    | Germania (bandiera) | D     | Volker Schlappner   |
|    | Germania (bandiera) | D     | Rainer Scholz       |
|    | Germania (bandiera) | D     | Günter Sebert       |
|    | Grecia (bandiera)   | D     | Dīmītrios Tsionanīs |

| N. |                     | Ruolo | Calciatore         |
| -- | ------------------- | ----- | ------------------ |
|    | Germania (bandiera) | C     | Maurizio Gaudino   |
|    | Germania (bandiera) | C     | Werner Heck        |
|    | Germania (bandiera) | C     | Hans Hein          |
|    | Germania (bandiera) | C     | Dieter Schlindwein |
|    | Germania (bandiera) | C     | Alfred Schön       |
|    | Germania (bandiera) | A     | Stefan Baumann     |
|    | Germania (bandiera) | A     | Karl-Heinz Bührer  |
|    | Germania (bandiera) | A     | Reiner Edelmann    |
|    | Germania (bandiera) | A     | Bernd Klotz        |
|    | Germania (bandiera) | A     | Jürgen Makan       |
|    | Germania (bandiera) | A     | Helmut Rombach     |
|    | Germania (bandiera) | A     | Fritz Walter       |

## Organigramma societario
Area tecnica
- Allenatore: Klaus Schlappner
- Allenatore in seconda: Klaus Sinn
- Preparatore dei portieri:
- Preparatori atletici:

## Calciomercato

### Sessione estiva
| Acquisti | Acquisti         | Acquisti                    | Acquisti |
| R.       | Nome             | da                          | Modalità |
| -------- | ---------------- | --------------------------- | -------- |
| C        | Maurizio Gaudino | Waldhof Mannheim (juniores) |          |
| C        | Werner Heck      | Norimberga                  |          |
| P        | Gregor Quasten   | Hertha Berlino              |          |
| A        | Helmut Rombach   | Alemannia Aquisgrana        |          |

| Cessioni | Cessioni           | Cessioni             | Cessioni |
| R.       | Nome               | a                    | Modalità |
| -------- | ------------------ | -------------------- | -------- |
| A        | Detlef Olaidotter  | Kickers Stoccarda    |          |
| D        | Oskar Bauer        | Osnabrück            |          |
| A        | Paul Linz          | Osnabrück            |          |
| D        | Pandelis Tsionanīs | Weinheim             |          |
| C        | Jürgen Willkomm    | Alemannia Aquisgrana |          |

### Sessione invernale
| Acquisti | Acquisti    | Acquisti          | Acquisti |
| R.       | Nome        | da                | Modalità |
| -------- | ----------- | ----------------- | -------- |
| A        | Bernd Klotz | Borussia Dortmund |          |

| Cessioni | Cessioni | Cessioni | Cessioni |
| R.       | Nome     | a        | Modalità |
| -------- | -------- | -------- | -------- |

## Risultati

### Bundesliga

#### Girone di andata
| Arbitro: | Risse |

|                           |           |                       |
| Keim 35’ Günther 70’, 74’ | Marcatori | 66’ Sebert 75’ Walter |

| Arbitro: | Umbach |

|           |           |           |
| Bührer 2’ | Marcatori | 53’ Moser |

| Arbitro: | Kautschor |

|  |           |                  |
|  | Marcatori | 3’ (rig.) Sebert |

| Ludwigshafen am Rhein 15 settembre 1984, ore 15:30 CEST 4ª giornata | Waldhof Mannheim | 0 – 0 referto | Arminia Bielefeld | Südweststadion (11 000 spett.)\| Arbitro: \| Horeis \| |
| Arbitro:                                                            | Horeis           |               |                   |                                                        |

| Arbitro: | Schütte |

|                |           |                |
| Ordenewitz 83’ | Marcatori | 3’ Schlindwein |

| Arbitro: | Werner |

|                      |           |                |
| Schön 60’ Bührer 78’ | Marcatori | 5’ Guðmundsson |

| Arbitro: | Dellwing |

|                |           |                          |
| Dürnberger 62’ | Marcatori | 67’ Schlindwein 75’ Heck |

| Arbitro: | Heitmann |

|          |           |                           |
| Heck 67’ | Marcatori | 21’ Allofs 36’ Littbarski |

| Arbitro: | Assenmacher |

|                                 |           |  |
| Klinsmann 25’, 57’ Reichert 88’ | Marcatori |  |

| Arbitro: | Zimmermann |

|            |           |                            |
| Walter 90’ | Marcatori | 28’ Anderbrügge 89’ Dreßel |

| Arbitro: | Barnick |

|                            |           |            |
| Sebert 36’ (rig.) Heck 62’ | Marcatori | 28’ Kaiser |

| Arbitro: | Wuttke |

|                                                   |           |                         |
| Krämer 7’, 76’, 84’ Kroth 9’, 40’ Müller 13’, 89’ | Marcatori | 44’ Heck 58’ Dickgießer |

| Arbitro: | Gabor |

|                                                            |           |                    |
| Bührer 5’ Schlindwein 55’ Klotz 59’ Kohler 67’ Gaudino 82’ | Marcatori | 18’ Thon 89’ Dietz |

| Arbitro: | Pauly |

|                                                                  |           |                      |
| von Heesen 3’ McGhee 5’ Schröder 10’ Sebert 22’ (aut.) Rolff 65’ | Marcatori | 69’ Walter 84’ Makan |

| Arbitro: | Hontheim |

|            |           |                          |
| Sebert 67’ | Marcatori | 18’, 26’ Hannes 28’ Rahn |

| Arbitro: | Horeis |

|  |           |            |
|  | Marcatori | 56’ Bührer |

| Arbitro: | Wiesel |

|                 |           |          |
| Walter 25’, 63’ | Marcatori | 50’ Götz |

#### Girone di ritorno
| Arbitro: | Wahmann |

|                           |           |  |
| Walter 18’ Klotz 41’, 85’ | Marcatori |  |

| Arbitro: | Uhlig |

|            |           |          |
| Hübner 16’ | Marcatori | 90’ Heck |

| Arbitro: | Ahlenfelder |

|                         |           |  |
| Tsionanīs 25’ Klotz 69’ | Marcatori |  |

| Arbitro: | Zimmermann |

|  |           |                 |
|  | Marcatori | 24’ (aut.) Hupe |

| Arbitro: | Wuttke |

|           |           |            |
| Schön 71’ | Marcatori | 70’ Völler |

| Arbitro: | Matheis |

|                       |           |                       |
| Schäfer 3’ Herget 66’ | Marcatori | 61’ Sebert 71’ Bührer |

| Ludwigshafen am Rhein 23 marzo 1985, ore 15:30 CET 24ª giornata | Waldhof Mannheim | 0 – 0 referto | Bayern Monaco | Südweststadion (39 500 spett.)\| Arbitro: \| Walz \| |
| Arbitro:                                                        | Walz             |               |               |                                                      |

| Colonia 30 marzo 1985, ore 15:30 CET 25ª giornata | Colonia | 0 – 0 referto | Waldhof Mannheim | Müngersdorfer Stadion (8 000 spett.)\| Arbitro: \| Roth \| |
| Arbitro:                                          | Roth    |               |                  |                                                            |

| Arbitro: | Pauly |

|            |           |              |
| Bührer 85’ | Marcatori | 4’ Klinsmann |

| Dortmund 15 aprile 1985, ore 15:30 CEST 27ª giornata | Borussia Dortmund | 0 – 0 referto | Waldhof Mannheim | Westfalenstadion (37 000 spett.)\| Arbitro: \| Osmers \| |
| Arbitro:                                             | Osmers            |               |                  |                                                          |

| Arbitro: | Hontheim |

|                   |           |               |
| Bommer 47’ (rig.) | Marcatori | 55’ Tsionanīs |

| Arbitro: | Scheuerer |

|                                    |           |                  |
| Kohler 27’ Tsionanīs 38’ Schön 58’ | Marcatori | 48’ (rig.) Fruck |

| Arbitro: | Horeis |

|                                            |           |  |
| Täuber 20’ Thon 34’ Hartmann 58’ Opitz 89’ | Marcatori |  |

| Arbitro: | Wuttke |

|                                         |           |            |
| Schön 22’ Sebert 36’ (rig.) Gaudino 71’ | Marcatori | 26’ Wuttke |

| Arbitro: | Dellwing |

|                          |           |  |
| Criens 24’, 86’ Mill 75’ | Marcatori |  |

| Arbitro: | Schmidhuber |

|                        |           |  |
| Rombach 12’ Walter 90’ | Marcatori |  |

| Arbitro: | Heitmann |

|                          |           |               |
| Hinterberger 9’ Waas 29’ | Marcatori | 82’ Tsionanīs |

### Coppa di Germania
| Arbitro: | Beuth |

|             |           |                                               |
| Lohmann 68’ | Marcatori | 50’ (rig.) Sebert 55’, 85’ Walter 80’ Gaudino |

| Arbitro: | Umbach |

|  |           |                                            |
|  | Marcatori | 55’ Makan 70’ (aut.) Drews 76’, 89’ Walter |

| Arbitro: | Ahlenfelder |

|            |           |  |
| Hoeneß 73’ | Marcatori |  |

## Statistiche

### Statistiche di squadra
| Competizione      | Punti | In casa | In casa | In casa | In casa | In casa | In casa | In trasferta | In trasferta | In trasferta | In trasferta | In trasferta | In trasferta | Totale | Totale | Totale | Totale | Totale | Totale | DR |
| Competizione      | Punti | G       | V       | N       | P       | Gf      | Gs      | G            | V            | N            | P            | Gf           | Gs           | G      | V      | N      | P      | Gf     | Gs     | DR |
| ----------------- | ----- | ------- | ------- | ------- | ------- | ------- | ------- | ------------ | ------------ | ------------ | ------------ | ------------ | ------------ | ------ | ------ | ------ | ------ | ------ | ------ | -- |
| Bundesliga        | 37    | 17      | 9       | 5       | 3       | 30      | 17      | 17           | 4            | 6            | 7            | 17           | 33           | 34     | 13     | 11     | 10     | 47     | 50     | -3 |
| Coppa di Germania | -     | 0       | 0       | 0       | 0       | 0       | 0       | 3            | 2            | 0            | 1            | 8            | 2            | 3      | 2      | 0      | 1      | 8      | 2      | +6 |
| Totale            | 37    | 17      | 9       | 5       | 3       | 30      | 17      | 20           | 6            | 6            | 8            | 25           | 35           | 37     | 15     | 11     | 11     | 55     | 52     | +3 |

### Andamento in campionato
| Giornata  | 1  | 2  | 3  | 4  | 5 | 6 | 7 | 8 | 9  | 10 | 11 | 12 | 13 | 14 | 15 | 16 | 17 | 18 | 19 | 20 | 21 | 22 | 23 | 24 | 25 | 26 | 27 | 28 | 29 | 30 | 31 | 32 | 33 | 34 |
| --------- | -- | -- | -- | -- | - | - | - | - | -- | -- | -- | -- | -- | -- | -- | -- | -- | -- | -- | -- | -- | -- | -- | -- | -- | -- | -- | -- | -- | -- | -- | -- | -- | -- |
| Luogo     | T  | C  | T  | C  | T | C | T | C | T  | C  | C  | T  | C  | T  | C  | T  | C  | C  | T  | C  | T  | C  | T  | C  | T  | C  | T  | T  | C  | T  | C  | T  | C  | T  |
| Risultato | P  | N  | V  | N  | N | V | V | P | P  | P  | V  | P  | V  | P  | P  | V  | V  | V  | N  | V  | V  | N  | N  | N  | N  | N  | N  | N  | V  | P  | V  | P  | V  | P  |
| Posizione | 12 | 14 | 10 | 10 | 8 | 6 | 3 | 8 | 13 | 14 | 11 | 14 | 10 | 13 | 13 | 11 | 11 | 9  | 8  | 7  | 7  | 7  | 7  | 6  | 6  | 6  | 7  | 7  | 7  | 7  | 7  | 7  | 5  | 6  |

Legenda:

Luogo: C = Casa; T = Trasferta. Risultato: V = Vittoria; N = Pareggio; P = Sconfitta.

### Statistiche dei giocatori
| Giocatore      | Bundesliga | Bundesliga | Bundesliga  | Bundesliga | Coppa di Germania | Coppa di Germania | Coppa di Germania | Coppa di Germania | Totale   | Totale | Totale      | Totale     |
| Giocatore      | Presenze   | Reti       | Ammonizioni | Espulsioni | Presenze          | Reti              | Ammonizioni       | Espulsioni        | Presenze | Reti   | Ammonizioni | Espulsioni |
| -------------- | ---------- | ---------- | ----------- | ---------- | ----------------- | ----------------- | ----------------- | ----------------- | -------- | ------ | ----------- | ---------- |
| S. Baumann     | 0          | 0          | 0           | 0          | 0                 | 0                 | 0                 | 0                 | 0        | 0      | 0           | 0          |
| K. Bührer      | 30         | 6          | 5           | 0          | 2                 | 0                 | 1                 | 0                 | 32       | 6      | 6           | 0          |
| R. Dickgießer  | 32         | 1          | 9           | 0          | 2                 | 0                 | 0                 | 0                 | 34       | 1      | 9           | 0          |
| R. Edelmann    | 1          | 0          | 0           | 0          | 0                 | 0                 | 0                 | 0                 | 1        | 0      | 0           | 0          |
| M. Gaudino     | 19         | 2          | 1           | 1          | 1                 | 1                 | 0                 | 0                 | 20       | 3      | 1           | 1          |
| W. Heck        | 28         | 5          | 5           | 0          | 3                 | 0                 | 1                 | 0                 | 31       | 5      | 6           | 0          |
| D. Heimen      | 0          | 0          | 0           | 0          | 0                 | 0                 | 0                 | 0                 | 0        | 0      | 0           | 0          |
| H. Hein        | 9          | 0          | 3           | 0          | 3                 | 0                 | 0                 | 0                 | 12       | 0      | 3           | 0          |
| B. Klotz       | 17         | 4          | 2           | 0          | 0                 | 0                 | 0                 | 0                 | 17       | 4      | 2           | 0          |
| S. Knapp       | 15         | 0          | 1           | 0          | 3                 | 0                 | 0                 | 0                 | 18       | 0      | 1           | 0          |
| J. Kohler      | 26         | 2          | 4           | 0          | 1                 | 0                 | 0                 | 0                 | 27       | 2      | 4           | 0          |
| J. Makan       | 7          | 1          | 0           | 0          | 1                 | 1                 | 0                 | 0                 | 8        | 2      | 0           | 0          |
| D. Olaidotter  | 3          | 0          | 0           | 0          | 0                 | 0                 | 0                 | 0                 | 3        | 0      | 0           | 0          |
| W. Pradt       | 3          | 0          | 0           | 0          | 0                 | 0                 | 0                 | 0                 | 3        | 0      | 0           | 0          |
| U. Quaisser    | 18         | 0          | 2           | 0          | 3                 | 0                 | 0                 | 0                 | 21       | 0      | 2           | 0          |
| G. Quasten     | 3          | 0          | 0           | 0          | 1                 | 0                 | 0                 | 0                 | 4        | 0      | 0           | 0          |
| T. Remark      | 7          | 0          | 0           | 0          | 1                 | 0                 | 0                 | 0                 | 8        | 0      | 0           | 0          |
| H. Rombach     | 19         | 1          | 1           | 0          | 3                 | 0                 | 1                 | 0                 | 22       | 1      | 2           | 0          |
| V. Schlappner  | 0          | 0          | 0           | 0          | 0                 | 0                 | 0                 | 0                 | 0        | 0      | 0           | 0          |
| D. Schlindwein | 28         | 3          | 5           | 0          | 2                 | 0                 | 0                 | 0                 | 30       | 3      | 5           | 0          |
| R. Scholz      | 26         | 0          | 2           | 0          | 2                 | 0                 | 1                 | 0                 | 28       | 0      | 3           | 0          |
| A. Schön       | 29         | 4          | 0           | 0          | 0                 | 0                 | 0                 | 0                 | 29       | 4      | 0           | 0          |
| G. Sebert      | 33         | 6          | 3           | 0          | 3                 | 1                 | 0                 | 0                 | 36       | 7      | 3           | 0          |
| D. Tsionanīs   | 27         | 4          | 2           | 0          | 3                 | 0                 | 1                 | 0                 | 30       | 4      | 3           | 0          |
| F. Walter      | 31         | 7          | 2           | 0          | 3                 | 4                 | 0                 | 0                 | 34       | 11     | 2           | 0          |
| U. Zimmermann  | 28         | 0          | 0           | 0          | 2                 | 0                 | 0                 | 0                 | 30       | 0      | 0           | 0          |